# セクシーDANSU☆GAI ユビキタス大和
『セクシーDANSU☆GAI ユビキタス大和』（セクシーダンスガイ ユビキタスやまと）は、ルノアール兄弟による日本の漫画作品。

## 概要
講談社刊『別冊ヤングマガジン』での読み切り掲載を経て『週刊ヤングマガジン』にて2008年から連載開始。2010年5月31日発売の『週刊ヤングマガジン』26号を以って連載を終了し、27号にてルノアール兄弟と大和が登場する読み切り『ユビキタス大和～アフター～』が掲載された。また、『月刊ヤングマガジン』2010年7号にて読み切りが掲載される予定。
日本一のセクシーダンスガイになるため、日々セクシー追い求めるユビキタス大和を主人公に、そこで起こる出来事を描いた一話完結型のギャグ漫画である。連載当初は登場人物のほとんどが下半身（主に臀部）を露出し（漫画内では『セクシー』と称している）た下ネタ中心であったが、最近は下ネタが少なくなり、流行やパロディなどを取り入れた作風に変わってきた。58話までは主人公の大和が居候するそば屋「ヘラクレス」が舞台であったが、店主かつ準メインキャラクターであったオヤジが降板し、それ以降はセクシー養成学校「スクール・オブ・セクシー」に舞台が変わるという大幅な設定変更が行われた。
タイトルのローマ字スペルは『DANCE☆GUY』ではない。

## 登場人物
ユビキタス大和
本名・大和昌吉（しょうきち…最終回にて明かされた）。この作品の主人公。日々セクシーさを追い求めてオヤジが経営する蕎麦屋『ヘラクレス』に住み込みで働く18歳。別名チンポマン（客の女子高生によって命名されたが、本人は拒否）。蕎麦の出前持ちや配膳、調理に至るまで一通りの業務もできるようだが実際はほとんど行っておらず、尻を出したセクシーなダンスやポーズの研究などに余念がない。服装は股間部を強調した黒のビキニパンツに赤い蝶ネクタイのみで、オールシーズンその格好で過ごしているが、ごくまれに普通の衣装を着ることもある。ヘアスタイルは長髪で、中央部分が力士のように盛り上がった独特のヘアスタイルをしている。その見た目ゆえ一般人からは変態扱いされることがほとんどだが、一部の人間からは才能を見出され、自身が連載していた漫画の著作権を譲渡した漫画家もいる。また、日焼けサロンの店主から夏季オリンピックの『スポーツ日焼け』日本代表に推薦されたこともある（当然ながらそのような競技は五輪に存在しない）。日々トレーニングをしているためマッチョな体つきで運動神経はよいが、泳ぐのが苦手であり、マジックショーで水中脱出のアシスタントをした際溺れ死にかけたことがある。また『ヘラクレス』の経営を立て直すために学業に励むと言う意外な一面も見られるが、内容は「公文式」「掛け算」「まちがい探し」などおおよそ役に立つとは程遠いものばかりである。その一方で相手に論理的に攻められることを極めて苦手としており、知之進に住み込みを迫られた際、吐血してしまったこともある。87話で医師から「パンツの脱ぎすぎ」で両肘がボロボロになり、あと一回脱ぐと尻が爆発すると言う宣告を受ける。それを受け、オヤジを捜す旅に出たものの自らの不注意でパンツを脱いでしまい爆死、と思われたが実は生き霊として現世をさまよっており、大木になったオヤジから養分を吸い取られた状態で肉体が残っていた。その後オヤジの手による大地のエネルギーで見事に復活を遂げる。
オヤジ
大和が住み込みで働く蕎麦屋『ヘラクレス』の店主で本名・年齢は不明。本来は自ら語るほど蕎麦一筋で生きてきた職人だが、大和のセクシーを誰よりも愛する一番の理解者となった。現在は大和を自分の子供以上に溺愛しており、その甘やかしっぷりは自ら「甘えの鬼神」と称するほどである。そのためか、蕎麦屋の経営は非常に苦しい。また、店の給与をホストクラブのような歩合制とし、大和の月給が184万円という異常な給与体系としたり、融資の相談のために銀行員を呼んだ際プロ球団の買収のために50億の融資を頼むなど、経営者としては考えられない金銭感覚の持ち主である。その後店員として働くものの結局大和への溺愛は変わりなく、57話で大和のDVDを撮影中にひょんなことから自らの魂をDVDに持ってゆかれてしまう。八戸が救出に向かったものの自らDVDの世界に留まる事を決断し、最後は昔からなりたかったヘリコプターに変身してDVDの世界で生きることとなった。その後大和と八戸の願いによってヘリの形のままDVDの世界から脱出、米軍基地に不時着してユビに似た黒人兵サムによって「ユタカ」と名づけられて可愛がられたが運動不足でサムが激太りしたため上層部に破壊を命令される。しかしサムはヘリに乗り独立戦闘国家を建国したものの、迎撃されて即滅亡した。大地へと墜落したオヤジは芽が息吹き、やがて大木となった。最後は植木鉢に植え替えられ、無事ヘラクレスに戻ることとなった。
知之進
オヤジの息子であり年齢は15歳。5歳の時に両親が離婚した後、母親の元で育てられたが母親が再婚、一人となってしまい蕎麦職人を目指すために『ヘラクレス』に住み込むこととなった。本作品では唯一ともいえる『常識キャラ』となっており、ツッコミ役に徹しているが、最近ではあまりに変人が数多く登場してしまい、ツッコミに疲れてしまったとも語っている。性格は極めて真面目であり、今ではオヤジ以上に蕎麦屋の経営について考えている。一時期大和とオヤジがオーディションで勝手に決めた｢ジャイアント知之進｣に追われてヘラクレスを飛び出し、コイヘルペス山田の下に一日だけ弟子入り、｢ノロウイルス山田｣と名乗っていたこともある。俳優になりたいというひそかな夢を持っており、オヤジが消息を絶ったのち大和とともに「スクール・オブ・セクシー」に入学して俳優を目指すこととなった。
八戸流星
自ら発行する『セクシーダンスマガジン』編集長兼カメラマン。年齢は34歳。自称『セクシーダンス界にジャーナリズムの嵐を吹き込んだ鬼才』。角刈り（ただし後ろは長髪）、常にサングラスを着用という西部警察の渡哲也のような顔が特徴的で、服装は黒のハイレグのスーツである。書店に『セクシーダンスマガジン』創刊号を売り込みに行った際、大和の腰のスウィングに惚れ込み、大和と即座に専属モデルの契約を結ぶこととなった。大和の才能を最も理解している者の一人でおり、セクシーさを保存するために燻製にした（手足を縛り付け火あぶりにする）グラビア撮影を行ったり、あえて大和バッシングの記事を書き成長を促すなど、数多い試練?を与えている。自ら絶対音感ならぬ｢絶対股感｣の持ち主と称しており、大和の頭の盛り上がり部分が股間に触れると『オンヌ！』『ピムル！』等、意味不明の言葉とともにエクスタシーを感じるのがお約束。出版実績では「セクシーダンスマガジン」以外にも「セクシーダンスポスト」なる新聞や「馬乗りYAROUZE」（馬乗り遊びの雑誌）、更に外国人向け観光ガイドブックの編集も務めた。さらに自社ビルを持ち地下に裏カジノを建設するなど編集者・実業家としてはかなりのやり手であることがうかがえる。
なおルノアール兄弟の短編集『おれは魔物とくらしてる』には、彼を主人公にしたスピンオフ漫画『実話狼 八戸流星』が掲載されている。
コイヘルペス山田
自らセクシーダンスガイと名乗る、大和最大のライバル。坊主頭にねじり鉢巻、六尺褌をまとい、眼鏡を着用している。そば粉に異常な愛情を抱いており、全身にそば粉と水をかけて捏ねることで快感を得るというフェチの傾向が見られる。もともとはオヤジの弟子だったが、店中のそば粉に夜這いをかけ全裸でこねくり回しているところをオヤジに目撃されて破門された。その後日本各地の蕎麦屋に不法侵入してそば粉を夜這いをかける旅に出た後『ヘラクレス』のある町へと戻ってきた。セクシーダンス対決の際、大和がそば粉をパンツに入れて上下させるというダンスを披露した際、その動きのセクシーさから大和に恋愛感情を抱くようになってしまう。後日大和と再戦した際もそのセクシーさに見とれてしまい、倒すことができなかった。その後単身アメリカに渡り、そば粉の踏まれ具合が良かったと言う理由でメスのアメリカバイソン・聖子を連れて帰国し、｢バイソンさんのふんづけそば｣という店をヘラクレスの向かい側に開店するも客が誰も来ずに閉店。ヒモになった山田を聖子が支えるものの、彼女？が妊娠していたことが発覚。出産に立会ったことで心を入れ替えて働くことになり、オヤジから許しを得た後、なぜか牛肉専門店｢ヘラクレス苑」の暖簾分けをしてもらった。性格は『ヒーッヒッヒッ』と笑いながら登場するなど変態そのものだったが、眼鏡を外すと表情が美青年の爽やかキャラに変身する。眼鏡を外した後は大成功を収め大金持ちとなっている。

## 用語
そば処ヘラクレス
オヤジが経営する蕎麦屋で、第1回の連載時点で2日前にオープンしたと書かれているため新店舗と読み取れる。店舗は一通りのメニューもそろっており、客足はそれなりに入る立地条件と思われる（昼休みで満席、団体のお客さんが入るなどの描写がある）が、オヤジが経営そっちのけで大和のセクシーさにほれ込んでしまった故に、2～3週間店に一人も客が入らないことも珍しくない。それでも収支改善策を続けているが、飲料の自動販売機を設置したところ、売り上げの9割が自販機に頼ってしまうなど経営は非常に厳しいものがある。53話でオヤジがセクシーダンスの闇組織「デビルどんぐりハウス」に誘拐されている間に大和の手によって店をクレープ屋に改装されてしまい、オヤジが消息をたった後は実質休業状態が続いていたが、最終回ではセクシーダンスホールに改装された。
セクシーダンスマガジン
八戸流星が編集長を務める雑誌。創刊号の内容は八戸自身を写したアルバムだったが、現在はグラビアや漫画、ゴシップ記事など、雑誌としてそれなりの体裁が整っている模様。大和も同誌のモデルとして、グラビアを飾ったことがある模様。86話で八戸がロボット開発のための資金作成のために休刊となるが、大和の熱意から復活が約束された。